# Orotidin-5'-fosfatna dekarboksilaza
Orotidin-5'-fosfatna dekarboksilaza (EC 4.1.1.23, orotidin-5'-monofosfatna dekarboksilaza, orotodilatna dekarboksilaza, orotidin fosfatna dekarboksilaza, OMP dekarboksilaza, orotat monofosfatna dekarboksilaza, orotidin monofosfatna dekarboksilaza, orotidin fosfatna dekarboksilaza, OMP-DC, orotatska dekarboksilaza, orotidin 5'-fosfatna dekarboksilaza, orotidilna dekarboksilaza, orotidilno kiselinska dekarboksilaza, orotodilatna dekarboksilaza, ODCaza, orotinska dekarboksilaza, orotidin-5'-fosfatna karboksi-lijaza) je enzim sa sistematskim imenom orotidin-5'-fosfat karboksi-lijaza (formira UMP). Ovaj enzim katalizuje sledeću hemijsku reakciju
orotidin 5'-fosfat {\displaystyle \rightleftharpoons } UMP + CO2
Ovaj enzim viših eukariota je identičan sa EC 2.4.2.10, orotat fosforiboziltransferazom.

## Literatura
- Nicholas C. Price; Lewis Stevens (1999). Fundamentals of Enzymology: The Cell and Molecular Biology of Catalytic Proteins (Third изд.). USA: Oxford University Press. ISBN 019850229X.
- Eric J. Toone (2006). Advances in Enzymology and Related Areas of Molecular Biology, Protein Evolution (Volume 75 изд.). Wiley-Interscience. ISBN 0471205036.
- Branden C; Tooze J. Introduction to Protein Structure. New York, NY: Garland Publishing. ISBN 0-8153-2305-0.
- Irwin H. Segel. Enzyme Kinetics: Behavior and Analysis of Rapid Equilibrium and Steady-State Enzyme Systems (Book 44 изд.). Wiley Classics Library. ISBN 0471303097.
- William P. Jencks (1987). Catalysis in Chemistry and Enzymology. Dover Publications. ISBN 0486654605.

## Spoljašnje veze
- Orotidine-5'-phosphate+decarboxylase на 